# Dicroísmo circular
Dicroismo Circular (DC) es dicroismo que involucra luz polarizada circularmente, es decir la  absorción diferencial de luz levógira y dextrógira. La luz polarizada circular a la izquierda (LCI) y circular a la derecha (LCD) representan dos posibles estados del momento angular de espín de un fotón, por lo que el dicroísmo circular también se conoce como dicroísmo del espín del momento angular.  Este fenómeno fue descubierto por Jean-Baptiste Biot, Augustin Fresnel, y Aimé Cotton en la primera mitad del siglo XIX. El dicroismo circular y la birefringencia circular son manifestaciones de actividad óptica. Se manifiesta en las bandas de absorción de las moléculas quirales ópticamente activas. La espectroscopia DC tiene un amplio abanico de aplicaciones en muchos campos diferentes. Por ejemplo la DC UV es usada para investigar la estructura secundaria de las proteínas. la DV UV/Vis es utilizada para investigar las transiciones con transferencia de carga. El DC mediante infrarrojo cercano es utilizado para investigar las estucturas geométricas y electrónicas mediante el análisis de las transiciones metálicas d→d. El dicroismo circular vibracional, que utiliza luz de la región de energía infrarroja, es usada para estudios estructurales de moléculas orgánicas pequeñas, y más recientemente  proteínas y ADN.

## Principios físicos

### Polarización circular de la luz
La radiación electromagnética está formada por un campo eléctrico (E) y un campo magnético (B) que oscilan perpendicularmente entre sí y a la dirección de propagación, una onda transversal. Mientras que la luz linealmente polarizada se produce cuando el vector del campo eléctrico oscila sólo en un plano, la luz circularmente polarizada se produce cuando la dirección del vector del campo eléctrico gira en torno a su dirección de propagación mientras el vector mantiene una magnitud constante. En un único punto del espacio, el vector de polarización circular trazará un círculo a lo largo de un período de la frecuencia de la onda, de ahí su nombre.  El trazado del vector eléctrico polarizado circularmente forma una hélice a lo largo de la dirección de propagación (k). Para la luz polarizada circularmente a la izquierda (LCP) con propagación hacia el observador, el vector eléctrico gira en sentido contrario a las agujas del reloj. Para la luz con polarización circular derecha (RCP), el vector eléctrico gira en el sentido de las agujas del reloj.

### Interacción de la luz polarizada circularmente con la materia
Cuando la luz polarizada circularmente atraviesa un medio ópticamente activo absorbente, las velocidades entre las polarizaciones derecha e izquierda difieren (cL ≠ cR) así como su longitud de onda (λL ≠ λR) y el grado de absorción (εL≠εR). El dicroísmo circular es la diferencia Δε ≡ εL- εR. El campo eléctrico de un haz de luz provoca un desplazamiento lineal de la carga al interactuar con una molécula (dipolo eléctrico), mientras que su campo magnético provoca una circulación de la carga (dipolo magnético). Estos dos movimientos combinados provocan la excitación de un electrón en un movimiento helicoidal, que incluye la traslación y la rotación y sus operadores asociados. La relación determinada experimentalmente entre la fuerza de rotación (R) de una muestra y el Δε viene dada por
{\displaystyle R_{exp}={\frac {3hc10^{3}\ln(10)}{32\pi ^{3}N_{A}}}\int {\frac {\Delta \epsilon }{\nu }}d{\nu }}
La fuerza de rotación también se ha determinado teóricamente,
{\displaystyle R_{theo}={\frac {1}{2mc}}Im\int \Psi _{g}{\widehat {M}}_{(elec.dipole)}\Psi _{e}d\tau \bullet \int \Psi _{g}{\widehat {M}}_{(mag.dipole)}\Psi _{e}d\tau }
Vemos a partir de estas dos ecuaciones que para tener un {\displaystyle \Delta \epsilon }, los operadores de momento dipolar eléctrico y magnético ({\displaystyle {\widehat {M}}_{(elec.dipole)}} y {\displaystyle {\widehat {M}}_{(mag.dipole)}}) deben transformarse como la misma representación irreducible. {\displaystyle C_{n}} y {\displaystyle D_{n}} son los únicos grupos puntuales en los que esto puede ocurrir, haciendo que sólo las moléculas quirales sean activas en DC.
Sencillamente, como la propia luz polarizada circularmente es "quiral", interactúa de forma diferente con las moléculas quirales. Es decir, los dos tipos de luz polarizada circularmente son absorbidos en diferente medida. En un experimento de DC, se irradian alternativamente cantidades iguales de luz con polarización circular izquierda y derecha de una longitud de onda seleccionada en una muestra (quiral). Una de las dos polarizaciones se absorbe más que la otra, y esta diferencia de absorción dependiente de la longitud de onda se mide, dando lugar al espectro de DC de la muestra. Debido a la interacción con la molécula, el vector del campo eléctrico de la luz traza una trayectoria elíptica después de pasar por la muestra.
Es importante que la quiralidad de la molécula pueda ser conformacional y no estructural. Es decir, por ejemplo, una molécula de proteína con una estructura secundaria helicoidal puede tener una DC que cambia con los cambios en la conformación.

#### Delta Absorbancia
Por definición,
{\displaystyle \Delta A=A_{L}-A_{R}\,}
donde ΔA (Delta Absorbancia) es la diferencia entre la absorbancia de la luz con polarización circular izquierda (LCP) y la luz con polarización circular derecha (RCP) (esto es lo que se suele medir). ΔA es una función de la longitud de onda, por lo que para que una medición sea significativa debe conocerse la longitud de onda a la que se ha realizado.

#### Dicroísmo circular molar
También se puede expresar, aplicando la ley de Beer, como
{\displaystyle \Delta A=(\epsilon _{L}-\epsilon _{R})Cl\,}
dónde
εL y εR son los coeficientes de extinción molar para la luz LCP y RCP,
C es la concentración molar,
l es la longitud del camino en centímetros (cm).
Entonces
{\displaystyle \Delta \epsilon =\epsilon _{L}-\epsilon _{R}\,}
es el dicroísmo circular molar. Esta propiedad intrínseca es lo que se suele entender por dicroísmo circular de la sustancia. Dado que {\displaystyle \Delta \epsilon } es una función de la longitud de onda, un valor de dicroísmo circular molar ({\displaystyle \Delta \epsilon }) debe especificar la longitud de onda en la que es válido.

#### Efectos extrínsecos en el dicroísmo circular
En muchas aplicaciones prácticas del dicroísmo circular (DC), como se comenta a continuación, la DC medida no es simplemente una propiedad intrínseca de la molécula, sino que depende de la conformación molecular. En este caso, la DC también puede ser una función de la temperatura, la concentración y el entorno químico, incluidos los disolventes. En este caso, el valor de la DC notificado debe especificar también estos otros factores relevantes para que tenga sentido.
En las estructuras ordenadas que carecen de doble simetría rotacional, la actividad óptica, incluida la transmisión diferencial (y reflexión) de las ondas polarizadas circularmente también depende de la dirección de propagación a través del material. En este caso, la llamada quiralidad extrínseca 3d está asociada a la orientación mutua del haz de luz y la estructura.

#### Elipticidad molar
Aunque normalmente se mide la ΔA, por razones históricas la mayoría de las mediciones se reportan en grados de elipticidad. La elipticidad molar es el dicroísmo circular corregido por la concentración. El dicroísmo circular molar y la elipticidad molar, [θ], se interconvierten fácilmente mediante la ecuación:
{\displaystyle [\theta ]=3298.2\,\Delta \varepsilon .\,}

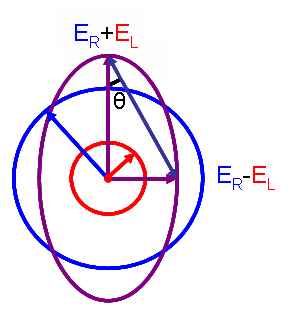
La luz polarizada elíptica (violeta) está compuesta por contribuciones desiguales de luz polarizada circular derecha (azul) e izquierda (roja).

Esta relación se obtiene definiendo la elipticidad de la polarización como:
{\displaystyle \tan \theta ={\frac {E_{R}-E_{L}}{E_{R}+E_{L}}}\,}
dónde
ER y EL Son las magnitudes de los vectores de campo eléctrico de la luz polarizada circularmente a la derecha y a la izquierda, respectivamente.
Cuando ER es igual a EL (cuando no hay diferencia en la absorbencia de la luz polarizada circularmente a la derecha y a la izquierda), θ es 0° y la luz está polarizada linealmente. Cuando ER o EL es igual a cero (cuando hay una absorción completa de la luz polarizada circularmente en una dirección), θ es 45° y la luz está polarizada circularmente.
Generalmente, el efecto de dicroísmo circular es pequeño, por lo que tan θ es pequeño y puede aproximarse como θ en radianes. Como la intensidad o irradiancia, I, de la luz es proporcional al cuadrado del vector del campo eléctrico, la elipticidad se convierte en:
{\displaystyle \theta ({\text{radians}})={\frac {(I_{R}^{1/2}-I_{L}^{1/2})}{(I_{R}^{1/2}+I_{L}^{1/2})}}\,}
Entonces, sustituyendo por I utilizando la ley de Beer en forma de logaritmo natural:
{\displaystyle I=I_{0}e^{-A\ln 10}\,}
La elipticidad se puede escribir ahora como
{\displaystyle \theta ({\text{radians}})={\frac {(e^{{\frac {-A_{R}}{2}}\ln 10}-e^{{\frac {-A_{L}}{2}}\ln 10})}{(e^{{\frac {-A_{R}}{2}}\ln 10}+e^{{\frac {-A_{L}}{2}}\ln 10})}}={\frac {e^{\Delta A{\frac {\ln 10}{2}}}-1}{e^{\Delta A{\frac {\ln 10}{2}}}+1}}\,}
Como ΔA << 1, esta expresión se puede aproximar expandiendo los exponenciales en una serie de Taylor de primer orden y luego descartando términos de ΔA en comparación con la unidad y convirtiendo de radianes a grados:
{\displaystyle \theta ({\text{degrees}})=\Delta A\left({\frac {\ln 10}{4}}\right)\left({\frac {180}{\pi }}\right)\,}
La dependencia lineal de la concentración de soluto y la longitud de la trayectoria se elimina definiendo la elipticidad molar como,
{\displaystyle [\theta ]={\frac {100\theta }{\text{Cl}}}\,}
Entonces, combinando las dos últimas expresiones con la ley de Beer, la elipticidad molar se convierte en:
{\displaystyle [\theta ]=100\,\Delta \varepsilon \left({\frac {\ln 10}{4}}\right)\left({\frac {180}{\pi }}\right)=3298.2\,\Delta \varepsilon \,}
Las unidades de elipticidad molar son históricamente (deg-cm2/dmol). Para calcular la elipticidad molar, hay que conocer la concentración de la muestra (g/L), la longitud de la célula (cm) y el peso molecular (g/mol).
Si la muestra es una proteína, a menudo se utiliza el peso medio de los residuos (peso molecular medio de los residuos de aminoácidos que contiene) en lugar del peso molecular, tratando esencialmente la proteína como una solución de aminoácidos. El uso de la elipticidad media de los residuos facilita la comparación de la DC de proteínas de diferente peso molecular; el uso de esta DC normalizada es importante en los estudios de la estructura de las proteínas.

#### Elipticidad media de los residuos
Los métodos para estimar la estructura secundaria en polímeros, proteínas y polipéptidos en particular, a menudo requieren que el espectro de elipticidad molar medido se convierta en un valor normalizado, específicamente un valor independiente de la longitud del polímero. Para ello se utiliza la elipticidad media de los residuos, que es simplemente la elipticidad molar medida de la molécula dividida por el número de unidades monoméricas (residuos) de la molécula.

## Aplicación a las moléculas biológicas

Panel superior: Espectroscopia de dicroísmo circular en la región de longitud de onda ultravioleta (UV-CD) de la proteína de fusión MBP-citocromo b6 en diferentes soluciones detergentes. Muestra que la proteína en DM, así como en la solución de Tritón X-100, recuperó su estructura. Sin embargo, los espectros obtenidos en la solución de SDS muestran una disminución de la elipticidad en el rango entre 200 y 210 nm, lo que indica una recuperación incompleta de la estructura secundaria.
Panel inferior: El contenido de las estructuras secundarias predichas a partir de los espectros de DC utilizando el algoritmo CDSSTR. La proteína en solución SDS muestra un mayor contenido de estructuras desordenadas y un menor contenido de hélices.

En general, este fenómeno se presenta en las bandas de absorción de cualquier molécula ópticamente activa. En consecuencia, las moléculas biológicas presentan dicroísmo circular, debido a sus componentes dextrógiros y levógiros. Aún más importante es que una estructura secundaria también impartirá un DC distinto a sus respectivas moléculas. Así, la hélice alfa de las proteínas y la doble hélice de los ácidos nucleicos tienen firmas espectrales de DC representativas de sus estructuras. La capacidad del DC para dar una firma estructural representativa la convierte en una poderosa herramienta de la bioquímica moderna con aplicaciones que pueden encontrarse en prácticamente todos los campos de estudio.
El DC está estrechamente relacionada con la técnica de dispersión óptica rotatoria (ORD), y generalmente se considera más avanzada. El DC se mide en o cerca de las bandas de absorción de la molécula de interés, mientras que la ORD puede medirse lejos de estas bandas. La ventaja del DC es evidente en el análisis de los datos. Los elementos estructurales se distinguen más claramente, ya que sus bandas registradas no se solapan ampliamente en determinadas longitudes de onda, como ocurre en la ORD. En principio, estas dos mediciones espectrales pueden interconvertirse mediante una transformada integral (relaciones de Kramers-Kronig), si se incluyen todas las absorciones en las mediciones.
El espectro de DC en el ultravioleta de las proteínas puede revelar importantes características de su estructura secundaria. Los espectros de DC pueden utilizarse fácilmente para estimar la fracción de una molécula que se encuentra en la conformación de la hélice alfa, la conformación de la lámina beta, la conformación de la vuelta beta o alguna otra conformación (por ejemplo, la bobina aleatoria). Estas asignaciones fraccionarias imponen importantes restricciones a las posibles conformaciones secundarias en las que puede estar la proteína. En general, el DC no puede decir dónde se encuentran las hélices alfa detectadas dentro de la molécula, ni siquiera predecir completamente cuántas hay. A pesar de ello, el DC es una herramienta valiosa, especialmente para mostrar los cambios de conformación. Puede utilizarse, por ejemplo, para estudiar cómo cambia la estructura secundaria de una molécula en función de la temperatura o de la concentración de agentes desnaturalizantes, como el cloruro de guanidinio o la urea. De este modo, puede revelar información termodinámica importante sobre la molécula (como la entalpía y la energía de Gibbs de desnaturalización) que no puede obtenerse fácilmente de otro modo. Cualquiera que intente estudiar una proteína encontrará en el DC una valiosa herramienta para verificar que la proteína está en su conformación nativa antes de emprender extensos y/o costosos experimentos con ella. Además, la espectroscopia de DC tiene otros usos en la química de las proteínas que no están relacionados con la estimación de la fracción de hélice alfa. Además, la espectroscopia de DC se ha utilizado en estudios de interfaces bioinorgánicas. En concreto, se ha utilizado para analizar las diferencias en la estructura secundaria de una proteína manipulada antes y después de la valoración con un reactivo.
El espectro de DC en el UV cercano (>250 nm) de las proteínas proporciona información sobre la estructura terciaria. Las señales obtenidas en la región de 250-300 nm se deben a la absorción, la orientación dipolar y la naturaleza del entorno de los aminoácidos fenilalanina, tirosina, cisteína (o puentes disulfuro S-S) y triptófano. A diferencia del DC en ultravioleta lejano, el espectro de DC en ultravioleta cercano no puede asignarse a ninguna estructura 3D en particular. Más bien, los espectros de DC en UV cercano proporcionan información estructural sobre la naturaleza de los grupos prostéticos en las proteínas, por ejemplo, los grupos hemo en la hemoglobina y el citocromo c.
La espectroscopia DC visible es una técnica muy potente para estudiar las interacciones metal-proteína y puede resolver transiciones electrónicas d-d individuales como bandas separadas. Los espectros de DC en la región de la luz visible sólo se producen cuando un ion metálico se encuentra en un entorno quiral, por lo que no se detectan los iones metálicos libres en solución. Esto tiene la ventaja de que sólo se observa el metal unido a la proteína, por lo que la dependencia del pH y las estequiometrías se obtienen fácilmente. La actividad óptica en los complejos de iones metálicos de transición se ha atribuido a efectos configuracionales, conformacionales y vicinales. Klewpatinond y Viles (2007) han elaborado un conjunto de reglas empíricas para predecir la aparición de espectros de DC visibles para complejos cuadrangulares de Cu2+ and Ni2+ que implican coordinación de histidina y cadena principal.
El DC ofrece menos información estructural específica que la cristalografía de rayos X y la espectroscopia de RMN de proteínas, por ejemplo, que ofrecen datos de resolución atómica. Sin embargo, la espectroscopia de DC es un método rápido que no requiere grandes cantidades de proteínas ni un amplio procesamiento de datos. Así, el DC puede utilizarse para estudiar un gran número de condiciones de disolventes, variando la temperatura, el PH, la salinidad y la presencia de diversos cofactores.
La espectroscopia de DC suele utilizarse para estudiar las proteínas en solución, por lo que complementa los métodos que estudian el estado sólido. Esto también supone una limitación, ya que muchas proteínas están incrustadas en membranas en su estado nativo, y las soluciones que contienen estructuras de membrana suelen presentar una fuerte dispersión. El DC se mide a veces en películas finas.
La espectroscopia de DC también se ha realizado utilizando materiales semiconductores como el TiO2 para obtener grandes señales en el rango de longitudes de onda del ultravioleta, donde suelen producirse las transiciones electrónicas de las biomoléculas.

## Limitaciones experimentales
El DC también se ha estudiado en los hidratos de carbono, pero con un éxito limitado debido a las dificultades experimentales asociadas a la medición de los espectros de DC en la región ultravioleta del vacío (VUV) del espectro (100-200 nm), donde se encuentran las bandas de DC correspondientes de los hidratos de carbono no sustituidos. Se han medido con éxito carbohidratos sustituidos con bandas por encima de la región VUV.
La medición del DC también se complica por el hecho de que los sistemas tampón acuosos típicos suelen absorber en el rango en el que las características estructurales muestran una absorción diferencial de la luz polarizada circularmente. Los tampones de fosfato, sulfato, carbonato y acetato son generalmente incompatibles con el DC a menos que se hagan extremadamente diluidos, por ejemplo, en el rango de 10-50 mM. El sistema de tampones TRIS debe evitarse por completo cuando se realiza el DC de UV lejano. Los compuestos de borato y onio se utilizan a menudo para establecer el rango de pH adecuado para los experimentos de DC. Algunos experimentadores han sustituido el ion cloruro por fluoruro porque éste absorbe menos en el UV lejano, y algunos han trabajado en agua pura. Otra técnica, casi universal, es minimizar la absorción del disolvente utilizando celdas de menor longitud de trayecto cuando se trabaja en el UV lejano, las longitudes de trayecto de 0.1 mm no son infrecuentes en este trabajo.
Además de la medición en sistemas acuosos, el DC, en particular la DC de ultravioleta lejana, puede medirse en disolventes orgánicos, por ejemplo, etanol, metanol o trifluoroetanol (TFE). Este último tiene la ventaja de inducir la formación de la estructura de las proteínas, induciendo láminas beta en algunas y hélices alfa en otras, que no mostrarían en condiciones acuosas normales. Sin embargo, los disolventes orgánicos más comunes, como el acetonitrilo, el THF, el cloroformo y el diclorometano, son incompatibles con el DC de ultravioleta lejana.
Puede ser interesante observar que los espectros de DC de proteínas utilizados en la estimación de la estructura secundaria están relacionados con las absorciones de los orbitales π a π* de los enlaces amida que unen los aminoácidos. Estas bandas de absorción se encuentran en parte en el llamado ultravioleta de vacío (longitudes de onda inferiores a unos 200 nm). La región de longitudes de onda de interés es en realidad inaccesible en el aire debido a la fuerte absorción de la luz por parte del oxígeno en estas longitudes de onda. En la práctica, estos espectros no se miden en el vacío, sino en un instrumento sin oxígeno (lleno de gas nitrógeno puro).
Una vez eliminado el oxígeno, quizá el segundo factor técnico más importante para trabajar por debajo de 200 nm sea diseñar el resto del sistema óptico para que tenga bajas pérdidas en esta región. En este sentido, es fundamental el uso de espejos aluminizados cuyos revestimientos hayan sido optimizados para tener bajas pérdidas en esta región del espectro.
La fuente de luz habitual en estos instrumentos es una lámpara de xenón de alta presión y arco corto. Las lámparas de arco de xenón ordinarias no son adecuadas para su uso en el UV bajo. En su lugar, deben utilizarse lámparas especialmente construidas con envolturas de sílice fundida sintética de gran pureza.
La luz de las fuentes de sincrotrón tiene un flujo mucho mayor a longitudes de onda cortas, y se ha utilizado para registrar el DC hasta 160 nm. En 2010 se utilizó el espectrofotómetro de DC de la instalación de anillos de almacenamiento de electrones ISA de la Universidad de Aarhus (Dinamarca) para registrar espectros de DC en estado sólido hasta 120 nm. A nivel mecánico cuántico, la densidad de características del dicroísmo circular y la rotación óptica son idénticas. La dispersión óptica rotativa y el dicroísmo circular comparten el mismo contenido de información cuántica.